# ペセタ

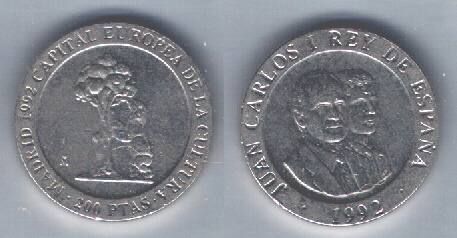
200ペセタ硬貨

ペセタ (peseta) は、1998年12月31日まで発行されていたスペイン、およびアンドラの通貨単位。国際通貨コード（ISO 4217）は、ESP。伝統的に一文字の通貨記号は存在せず、「Pt」、「Pta」、「Pts」、「Ptas」といった略称が使われた。もっとも、スペイン語タイプライターでは「Pts」を一回で打鍵するためのキーがあり、後にコンピュータ用に「₧」という通貨フォントが作られている（コードページ437を参照）。
語源は、カタルーニャ語で小さな物を意味するペセタ (peceta) である。

## 歴史

対ドル為替レート（1996年-1998年）

対円為替レート（1996年-1998年）

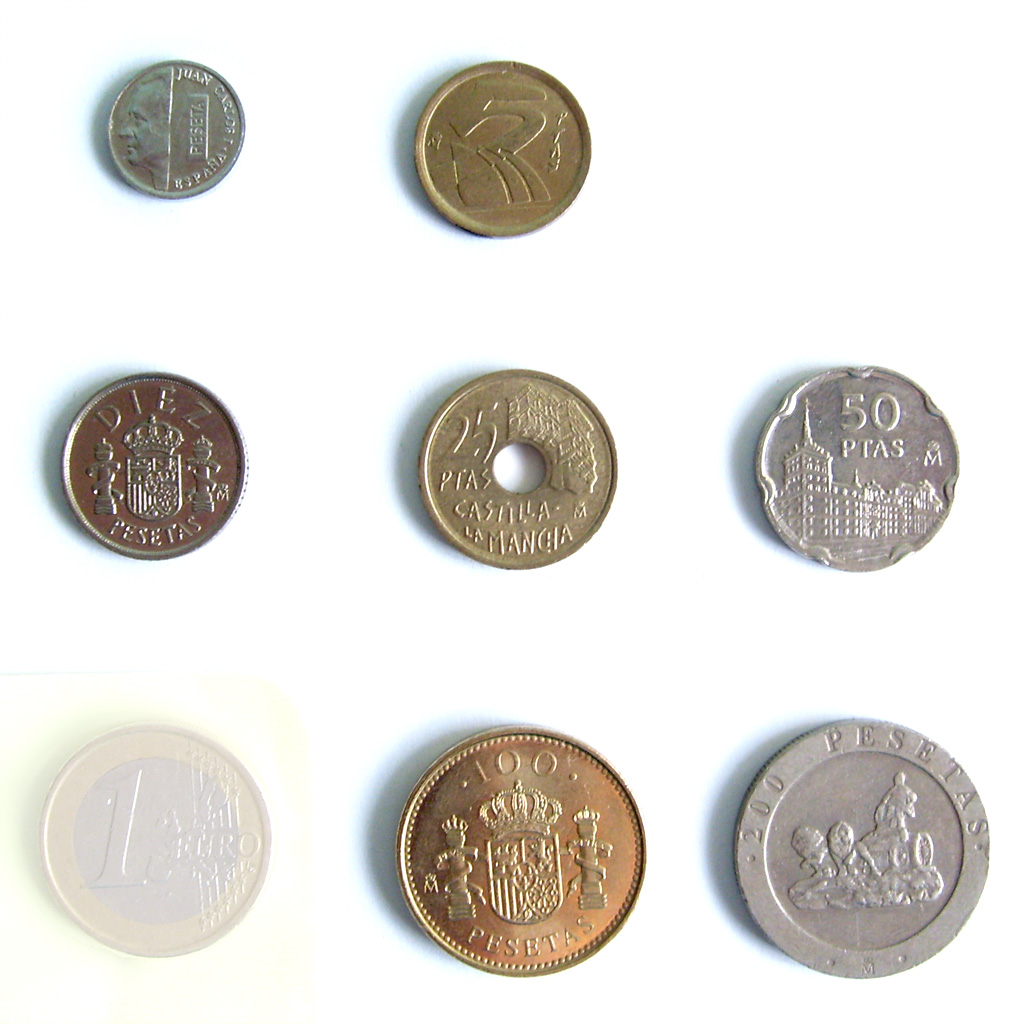
2002年に廃止されたペセタ硬貨（500ペセタ硬貨を除く）。左下は比較のための1ユーロ硬貨。25ペセタ硬貨は日本の5円硬貨と同様に真ん中に穴があり、50ペセタ硬貨は「スパニッシュ・フラワー」と呼ばれる装飾が硬貨の縁をいろどっていた

ペセタは1868年に導入された。それまでスペインではスペイン・ドル（ペソ）や銀エスクードが流通しており、「1エスクード = 2ペソ = 16レアル」を通貨体系としていた。1865年にフランスやイタリア等の諸国がラテン通貨同盟条約を締結すると、他のヨーロッパ諸国にも同盟に加入しようという動きが現れた。スペインも加入を検討したものの、結局加入することはなかったが、従来のペソやエスクードに代えて、ラテン通貨同盟の基準に合わせた純度の貨幣を新たに発行することになった。これがペセタである。復古王政、第二共和政、フランコ政権、民政移管後の現政権でそれぞれの貨幣・紙幣が発行された。
1999年からスペインはユーロを通貨単位として使用することになり、2002年1月に紙幣とスペイン独自のユーロ硬貨が発行された。対ユーロのレートは1ユーロ=166.386ペセタとされた。2002年3月1日に、ペセタは通貨単位として使用停止になり、ペセタの硬貨・紙幣は市中では直接使用できなくなった。その後、金融機関におけるペセタの硬貨・紙幣のユーロへの交換も2021年6月30日をもって停止されたため、現在ではペセタの硬貨・紙幣は通貨としての価値を失っている。スペインの500ペセタ硬貨は発行当初約700円の価値を有し、スイスの5フラン硬貨と並んで流通硬貨では世界で最高額の硬貨であった。
ユーロへの移行直前の時点での硬貨と紙幣は次の通りであった：
- 硬貨
  - 1ペセタ（アルミニウム）・5ペセタ（アルミニウム青銅）・10ペセタ（白銅、額面はアラビア数字ではなく「DIEZ PESETAS」の表示による）・25ペセタ（アルミニウム青銅、穴空き）・50ペセタ（白銅、「スパニッシュ・フラワー」と呼ばれる装飾を使用）・100ペセタ（アルミニウム青銅）・200ペセタ（白銅）・500ペセタ（アルミニウム青銅）
- 紙幣
  - 1000ペセタ（基調色：緑色）・2000ペセタ（基調色：赤色）・5000ペセタ（基調色：茶色）・10000ペセタ（基調色：灰色）

## 記号の符号位置
| 記号 | Unicode | JIS X 0213 | 文字参照         | 名称       |
| ---- | ------- | ---------- | ---------------- | ---------- |
| ₧    | U+20A7  | ‐          | &#x20a7; &#8359; | ペセタ記号 |